# Referendum abrogativi in Italia del 1997
I referendum abrogativi in Italia del 1997 si tennero il 15 giugno ed ebbero ad oggetto sette distinti quesiti.

## Storia
Nel 1996 il Movimento dei Club Pannella-Riformatori tornava a proporre venti referendum che sottendevano un vero e proprio progetto politico di carattere generale, definito «americano, liberale, libertario e liberista» dal partito stesso, il quale si proponeva di realizzarlo mediante il pronunciamento del corpo elettorale. Tra questi vi erano leggi elettorali maggioritarie omogenee a tutti i livelli, la riforma della giustizia, del fisco, della sanità, e alcuni storici cavalli di battaglia dei Radicali, come aborto, obiezione di coscienza e legalizzazione delle droghe leggere.
Il 5 ottobre i Radicali diedero vita ad una campagna oratoria chiamata «Ma Perché?», un comizio no-stop in Via del Corso a Roma ed in diretta su Radio Radicale 2, per sollecitare in particolare i cittadini agiati del paese a sostenere economicamente e politicamente la campagna referendaria del movimento, poiché per battere la scarsa attenzione dei mezzi di comunicazione il partito dovette comprare numerose pagine di quotidiani a pagamento.
La sentenza di gennaio della Corte Costituzionale riduceva questi referendum abrogativi a sei.
Le tribune elettorali della RAI partirono quando mancavano ormai venti giorni dalla data della consultazione e fu solo dopo la trovata di Marco Pannella di presentarsi nella tribuna referendaria mascherato da fantasma, per denunciare la mancanza di legalità, che i telegiornali cominciarono ad informare sull'imminente consultazione. Due trasmissioni della RAI e due di Mediaset ospitarono dibattiti referendari e soltanto una di queste venne trasmessa in prima serata: la puntata di Porta a Porta del 13 giugno.
Nonostante gli appelli per coinvolgere l'ala riformatrice del Polo per le Libertà e Confindustria, per riforme che vedevano molti dei loro aderenti favorevoli, i Radicali rimasero isolati nella mobilitazione precedente al voto e pur ottenendo maggioranze schiaccianti di «si» (circa l'80%) i referendum non raggiunsero il quorum di partecipanti richiesto, segnando così un arresto al progetto di riforma radicale.

## Quesiti

### Abolizione dei poteri governativi nelle aziende privatizzate
Abolizione dei poteri speciali riservati al Ministro del Tesoro nelle aziende privatizzate. Promosso dai Radicali.
Quesito: "Volete voi che sia abrogato il d.l. 31 maggio 1994, n. 332, recante "Norme per l'accelerazione delle procedure di dismissione di partecipazioni dello Stato e degli enti pubblici in società per azioni", convertito in legge, con modificazioni, dalla legge 30 luglio 1994, n. 474, limitatamente all'articolo 2?"

### Limiti per l'esercizio dell'obiezione di coscienza
Abolizione dei limiti per essere ammessi al servizio civile in luogo del servizio militare. Promosso dai Radicali.
Quesito: "Volete voi che sia abrogata la legge 15 dicembre 1972, n. 772, recante "Norme per il riconoscimento dell'obiezione di coscienza", limitatamente alle seguenti parti: articolo 1, comma 1, limitatamente alle parole: "essere ammessi a", comma 2 ("I motivi di coscienza addotti debbono essere attinenti ad una concezione generale della vita basata su profondi convincimenti religiosi o filosofici o morali professati dal soggetto.") e comma 3, limitatamente alla parola "comunque"; articolo 2, comma 1, limitatamente alle parole: "entro 60 giorni dall'arruolamento", e comma 2 ("Gli abili e gli arruolati (recte: Gli abili ed arruolati), ammessi al ritardo e al rinvio del servizio militare per i motivi previsti dalla presente legge (recte: dalla legge), che non avessero presentato domanda nei termini stabiliti dal comma precedente, potranno produrla ai predetti organi di leva entro il 31 dicembre dell'anno precedente alla chiamata alle armi."); articolo 3, comma 1, limitatamente alle parole: "sentito il parere di una commissione circa la fondatezza e la sincerità dei motivi addotti dal richiedente"; articolo 4; articolo 8, comma 6, limitatamente alle parole: ", sentita, nei casi di cui al quarto comma, la commissione prevista dall'articolo 4?"

### Accesso dei cacciatori a fondi privati
Abolizione della possibilità per il cacciatore di entrare liberamente nel fondo altrui (secondo tentativo). Promosso dai Radicali. Lo stesso quesito era già stato presentato nel referendum del 1990, ma anche in quel caso il quorum non fu raggiunto, con un'affluenza del 42,92%.
Quesito: "Volete voi che sia abrogato l'articolo 842 del codice civile, approvato con regio decreto del 16 marzo 1942, n. 262, comma primo ("Il proprietario di un fondo non può impedire che vi si entri per l'esercizio della caccia, a meno che il fondo sia chiuso nei modi stabiliti dalla legge sulla caccia o vi siano colture in atto suscettibili di danno.) e comma secondo ("Egli può sempre opporsi a chi non è munito della licenza rilasciata dall'autorità.)?"

### Abolizione del sistema di progressione in carriera dei magistrati
Abolizione del sistema di progressione delle carriere dei magistrati. Promosso dai Radicali.
Quesito: "Volete voi che sia abrogata la legge 25 luglio 1966, n. 570, recante "Disposizioni sulla nomina a magistrato di Corte d'appello" , e la legge 20 dicembre 1973, n. 831, recante "Modifiche dell'ordinamento giudiziario per la nomina a magistrato di Cassazione e per il conferimento degli uffici direttivi superiori"?"

### Abolizione dell'ordine dei giornalisti
Abolizione dell'Ordine dei giornalisti. Promosso dai Radicali.
Quesito: "Volete voi che sia abrogata la legge 3 febbraio 1963, n. 69, nel testo risultante dalle modificazioni apportate dalle leggi 20 ottobre 1964 n. 1039 e 10 giugno 1969 n. 308 e dalle sentenze della Corte costituzionale n. 11 e n. 98 del 1968, recante "Ordinamento della professione di giornalista"?"

### Abolizione degli incarichi extragiudiziari dei magistrati
Abolizione della possibilità per i magistrati di assumere incarichi al di fuori delle loro attività giudiziarie (primo tentativo). Promosso dai Radicali.
Quesito: "Volete voi che sia abrogato il regio decreto 30 gennaio 1941, n. 12, recante "Ordinamento giudiziario" , limitatamente alle seguenti parti: art. 16, comma 2, limitatamente alle parole: "senza l'autorizzazione del Consiglio Superiore della Magistratura" e comma 3 ( "In tal caso, possono assumere le funzioni di arbitro unico o di presidente del collegio arbitrale ed esclusivamente negli arbitrati nei quali è parte l'Amministrazione dello Stato ovvero aziende o enti pubblici, salvo quanto previsto dal capitolato generale per le opere di competenza del Ministero dei lavori pubblici, approvato con decreto del Presidente della Repubblica 16 luglio 1962, n. 1063." ), come sostituiti dall'art. 14, commi 2 e 3 della legge 2 aprile 1979, n. 97?"

### Abolizione del Ministero delle risorse agricole, alimentari e forestali
Abrogazione della legge che istituisce il Ministero delle risorse agricole, alimentari e forestali. Promosso da 7 consigli regionali.
Quesito: "Volete voi che sia abrogata la legge 4 dicembre 1993, n. 491 (Riordinamento delle competenze regionali e statali in materia agricola e forestale e istituzione del Ministero delle risorse agricole, alimentari e forestali)?"

## Risultati

### Primo quesito
Privatizzazioni.
| Sì                          | 9 539 459  | 74,06 |  |  |  |  |  |  |
| No                          | 3 340 893  | 25,94 |  |  |  |  |  |  |
| Totale                      | 12 880 352 | 100   |  |  |  |  |  |  |
|                             |            |       |  |  |  |  |  |  |
| Schede bianche              | 1 330 347  | 8,99  |  |  |  |  |  |  |
| Schede nulle                | 579 806    | 3,92  |  |  |  |  |  |  |
| Votanti                     | 14 790 505 | 30,15 |  |  |  |  |  |  |
| Elettori                    | 49 054 410 |       |  |  |  |  |  |  |
|                             |            |       |  |  |  |  |  |  |
| Esito: Quorum non raggiunto |            |       |  |  |  |  |  |  |

### Secondo quesito
Obiezione di coscienza.
| Sì                          | 9 561 009  | 71,69 |  |  |  |  |  |  |
| No                          | 3 775 660  | 28,31 |  |  |  |  |  |  |
| Totale                      | 13 336 669 | 100   |  |  |  |  |  |  |
|                             |            |       |  |  |  |  |  |  |
| Schede bianche              | 1 045 553  | 7,04  |  |  |  |  |  |  |
| Schede nulle                | 478 672    | 3,22  |  |  |  |  |  |  |
| Votanti                     | 14 860 894 | 30,29 |  |  |  |  |  |  |
| Elettori                    | 49 054 410 |       |  |  |  |  |  |  |
|                             |            |       |  |  |  |  |  |  |
| Esito: Quorum non raggiunto |            |       |  |  |  |  |  |  |

### Terzo quesito
Caccia.
| Sì                          | 10 936 576 | 80,90 |  |  |  |  |  |  |
| No                          | 2 581 753  | 19,10 |  |  |  |  |  |  |
| Totale                      | 13 518 329 | 100   |  |  |  |  |  |  |
|                             |            |       |  |  |  |  |  |  |
| Schede bianche              | 850 293    | 5,74  |  |  |  |  |  |  |
| Schede nulle                | 448 931    | 3,03  |  |  |  |  |  |  |
| Votanti                     | 14 817 553 | 30,21 |  |  |  |  |  |  |
| Elettori                    | 49 054 410 |       |  |  |  |  |  |  |
|                             |            |       |  |  |  |  |  |  |
| Esito: Quorum non raggiunto |            |       |  |  |  |  |  |  |

### Quarto quesito
Carriere dei magistrati.
| Sì                          | 10 786 069 | 83,55 |  |  |  |  |  |  |
| No                          | 2 123 452  | 16,45 |  |  |  |  |  |  |
| Totale                      | 12 909 521 | 100   |  |  |  |  |  |  |
|                             |            |       |  |  |  |  |  |  |
| Schede bianche              | 1 321 648  | 8,94  |  |  |  |  |  |  |
| Schede nulle                | 560 566    | 3,79  |  |  |  |  |  |  |
| Votanti                     | 14 791 735 | 30,15 |  |  |  |  |  |  |
| Elettori                    | 49 054 410 |       |  |  |  |  |  |  |
|                             |            |       |  |  |  |  |  |  |
| Esito: Quorum non raggiunto |            |       |  |  |  |  |  |  |

### Quinto quesito
Ordine dei giornalisti.
| Sì                          | 8 322 166  | 65,52 |  |  |  |  |  |  |
| No                          | 4 380 284  | 34,48 |  |  |  |  |  |  |
| Totale                      | 12 702 450 | 100   |  |  |  |  |  |  |
|                             |            |       |  |  |  |  |  |  |
| Schede bianche              | 1 454 225  | 9,87  |  |  |  |  |  |  |
| Schede nulle                | 579 300    | 3,93  |  |  |  |  |  |  |
| Votanti                     | 14 735 975 | 30,04 |  |  |  |  |  |  |
| Elettori                    | 49 054 410 |       |  |  |  |  |  |  |
|                             |            |       |  |  |  |  |  |  |
| Esito: Quorum non raggiunto |            |       |  |  |  |  |  |  |

### Sesto quesito
Incarichi extragiudiziari dei magistrati.
| Sì                          | 11 160 923 | 85,58 |  |  |  |  |  |  |
| No                          | 1 879 923  | 14,42 |  |  |  |  |  |  |
| Totale                      | 13 040 846 | 100   |  |  |  |  |  |  |
|                             |            |       |  |  |  |  |  |  |
| Schede bianche              | 1 206 304  | 8,14  |  |  |  |  |  |  |
| Schede nulle                | 565 088    | 3,82  |  |  |  |  |  |  |
| Votanti                     | 14 812 238 | 30,20 |  |  |  |  |  |  |
| Elettori                    | 49 054 410 |       |  |  |  |  |  |  |
|                             |            |       |  |  |  |  |  |  |
| Esito: Quorum non raggiunto |            |       |  |  |  |  |  |  |

### Settimo quesito
Ministero per le politiche agricole.
| Sì                          | 8 589 746  | 66,85 |  |  |  |  |  |  |
| No                          | 4 258 863  | 33,15 |  |  |  |  |  |  |
| Totale                      | 12 848 609 | 100   |  |  |  |  |  |  |
|                             |            |       |  |  |  |  |  |  |
| Schede bianche              | 1 331 923  | 9,03  |  |  |  |  |  |  |
| Schede nulle                | 561 729    | 3,81  |  |  |  |  |  |  |
| Votanti                     | 14 742 261 | 30,05 |  |  |  |  |  |  |
| Elettori                    | 49 054 410 |       |  |  |  |  |  |  |
|                             |            |       |  |  |  |  |  |  |
| Esito: Quorum non raggiunto |            |       |  |  |  |  |  |  |